# 100 mm/47 OTO Mod. 1924/1927/1928
100 mm/47 Mod. OTO 1924/1927/1928 e корабно универсално оръдие с калибър 100 mm разработено и произвеждано в Италия от фирмата OTO. Състои на въоръжение в Кралските ВМС на Италия. Оръдието е проектирано през 1910 г. в чешката компания Škoda като оръдието 10 cm/50 K11 за въоръжение на корабите от австро-унгарския флот и активно се използва в годините на Първата световна война. През 1920 г. образци на тези оръдия попадат при италианците и решено да се създаде на негова основа зенитно оръдие за корабите на италианския флот. Производството му се осъществява от компанията OTO. Използват се на леките крайцери от типовете „Алберто да Джусано“, „Луиджи Кадорна“, „Раймондо Монтекуколи“, „Дука д’Аоста“, „Дука дели Абруци“, тежките крайцери от типа „Тренто“, „Зара“, а също и на „Болцано“. Освен това, се използват от съветския флот на леките крайцери „Червона Украйна“, „Красний Крим“ и „Красний Кавказ“. Към началото на Втората световна война вече се смята за остаряло.
На базата на това оръдие е разработено 100 mm/47 оръдие на опростен лафет, като въоръжение на миноносците, което няма възможност да води зенитен огън.

## История на създаването
Според условията на Сенжерменския мирен договор от 1919 г., флотът на бившата Австро-Унгария се разделя между страните-победители. В резултат, италианският флот, през 1920 г., получава своята част от трофейните кораби. В тяхното число са леките крайцери „Сайда“ и „Хелголанд“, принадлежащи към типа „Новара“, а също седем разрушителя от типа „Татра“. Основното въоръжение на тези кораби е 100 mm оръдие 10 cm/50 K11, разработено от чешката фирма Skoda. Оръдието е специално създавано за въоръжение на леки кораби и се счита за доста успешно. То има висока дулна енергия, а неголямата височина на цапфите, в съчетание с хоризонтално-клиновия затвор и унитарния патрон, осигуряват значителна практическа скорострелност. Като цяло, в своята категория, оръдието само малко отстъпва на руското 102 mm/60 оръдие.
| калибър, mm                     | 100       | 100       |
| дължина на ствола, калибра      | 50        | 50        |
| маса на оръдието, kg            | 2020      | 2020      |
| маса на установката, kg         | 4750/7240 | 4750/7240 |
| скорострелност, изстрела/минута | 8 – 10    | 8 – 10    |
| тегло на снаряда, kg            | 13,75     | 13,75     |
| тегло на унитарния патрон, kg   | 26,2      | 26,2      |
| ъгли на възвишение, °           | -4/+14    | -4/+14    |
| начална скорост, m/s            | 880       | 880       |
| далечина на стрелбата, m        | 11 000    | 11 000    |

Оръдието 10 cm/50 K11 прави добро впечатление на италианските военни моряци е взето решение да се възпроизведе за собствения флот. Работите са поръчени на компанията OTO.

## Конструкция на оръдието
Оръдието 10 cm/50 K11 е копирано от компанията OTO през 1924 г. и тя започва серийното му производство. Известни са три модела на това оръдие, като най-разпространен става Mod. 1927. Конструкцията на самото оръдие остава практически без изменения, италианските производители въвеждат само вкладна цев. Живучестта на ствола съставлява 500 изстрела. Подаването на патроните е ръчно, но зареждането се облекчава от наличието на пневматичен досилател.
Но оръдието се поставя на лафети с принципно нов модел. Сдвоената артилерийска установка е конструирана от инженер-генерала на италианския флот Еудженио Минизини. Масата на установката достига 15 тона и тя има масивен броневи щит с дебелина 8 mm. Ъглите на вертикално насочване се колебаят от —5° до +85°. Хоризонталното насочване е кръгово, но на корабите е ограничена от надстройките. Оригинална особеност на установката става конструкцията на лафета. За преодоляване на основния проблем при зенитните оръдия – трудностите със зареждането на малки ъгли на възвишение поради голямата височина на цапфите, Е. Минизини прави тяхната височина плаваща. При положение на ствола в диапазона —5°...+25° височината на оста на цапфите остава постоянна и е равна на 1,42 m. При последващо издигане на ствола нараства и височината на оста на цапфите, достига 2,32 m при възвишение на ствола над +50°. Такова решение, от една страна, прави установката универсална, от друга обаче усложнява и утежнява конструкцията.
Измерването на далечината до целта става с помощта на оптическия далекомер OG-3 производство на компанията „Галилео“. Далекомерът е стереоскопичен, с база 3 m и осигурява измерване на далечини от 8 до 140 кабелтови. Качеството на този прибор се оценява като доста ниско. Общ проблем за управлението на зенитния огън за всички италиански кораби става голямото време за реакция: електромеханичните изчислители работят прекалено бавно и не дават точни стойности за предварението.

## Оценка на проекта
Според мерките на 1920-те години, оръдието е мощно и ефективно средство за ПВО, способно да постави солидна огнева завеса против бавните самолети-биплани от онова време. Но към началото на Втората световна война оръдието вече е явно остаряло. Скорострелността му вече се счита за недостатъчна, а скоростите на насочване сега не съответстват на скоростните самолети. С оглед и неефективната система за управление на огъня, това прави зенитните свойства на оръдието несъответстващи на задачите. Съзнавайки разгъналата се ситуация, италианските моряци започват частично да заменят 100 mm оръдия с 37 mm зенитни автомати, а също така инициират разработката на новото зенитно оръдие 90 mm/50 Mod. 1938/1939.
При сравнението на италианското оръдие с аналогичните артсистеми във флотовете на другите морски държави, може да се отбележи, че по своите характеристики то примерно съответства на френското универсално оръдие 100 mm/45 Model 1930 и, до известна степен, на британското 102 mm оръдие 4"/45 QF Mark XVI. Но и френската и британската системи към началото на войната изглеждат остарели. При сравнение с най-съвършените универсални оръдия от подобен калибър, се вижда анахронизма на италианския модел. Немското 10.5 cm/65 SKC/33 и японското Type 98 се отличават с превъзходни балистични характеристики, висока скорострелност, значителни скорости на насочване. Системата за управление на огъня при тези оръдия също явно се различава от италианската в положителна посока. Освен това, немската установка има стабилизация по трите равнини, а японската е в пълноценна куполна установка.
| калибър, mm                                      | 100    | 100    | 105     | 102     | 102    | 100     | 100     | 100             |
| дължина на ствола, калибри                       | 47     | 47     | 65      | 45      | 45     | 45      | 65      | 56              |
| маса на оръдието, kg                             | 2195   | 2195   | 4560    | 2039    | 2220   | 1620    | 3053    | 4010            |
| маса на установката, kg                          | 15 000 | 15 000 | 27 055  | 16 816  | 3172   | 13 500  | 34 500  | 12 500          |
| брой стволове в установка                        | 2      | 2      | 2       | 2       | 1      | 2       | 2       | 1               |
| скорострелност, изстрела/минута на ствол         | 8 – 10 | 8 – 10 | 15 – 18 | 12      | 12     | 10      | 15 – 21 | 15              |
| тегло на снаряда, kg                             | 13,75  | 13,75  | 15,1    | 15,88   | 14,1   | 13,5    | 13      | 15,8            |
| скорост на насочване, вертикална/хоризонтална, ° | 7/13   | 7/13   | 12/8,5  | ?/?     | ?/?    | 16/12   | 20/25   |                 |
| ъгли на възвишение,°                             | -5/+85 | -5/+85 | -10/+80 | -10/+80 | -5/+85 | -10/+80 | -10/+90 | -5/+85          |
| начална скорост, m/s                             | 840    | 840    | 900     | 811     | 716    | 780     | 1000    | 910             |
| далечина на стрелбата, m                         | 15 240 | 15 240 | 17 700  | 18 150  | 15 000 | 15 900  | 19 500  | 22 000          |
| досегаемост по височина, m                       | 8500   | 8500   | 12 500  | 11 890  | 8800   | 10 000  | 13 000  | 15 000 (10 000) |